# Supercoupe d'Italie de hockey sur glace
La Supercoupe d'Italie est une compétition de hockey sur glace en Italie. Elle oppose le vainqueur de la Série A au vainqueur de la Coupe d'Italie. Elle se déroule en début de saison et met donc aux prises les deux vainqueurs de la saison précédente. 
La première édition date de 2001. Lors de l'édition 2006, le format de la compétition consistait en tournoi opposant quatre équipes : les demi-finalistes de la saison de Serie A précédente (deux d'entre eux été également finalistes de la Coupe d'Italie précédente). La Supercoupe n'a pas été disputée en 2005, officiellement à cause des Jeux olympiques de 2006.

## Palmarès
| #    | Édition  | Vainqueur championnat | Score    | Vainqueur Coupe        | Lieu de la finale         |
| ---- | -------- | --------------------- | -------- | ---------------------- | ------------------------- |
| 2001 | I        | Asiago Hockey AS      | 1–3      | HC Milano Vipers       | Asiago                    |
| 2002 | II       | HC Milano Vipers      | 5–2      | Asiago Hockey          | Milan                     |
| 2003 | III      | HC Milano Vipers      | 0–1      | Asiago Hockey          | Milan                     |
| 2004 | IV       | HC Milano Vipers      | 3–5      | HC Bolzano             | Milan                     |
| 2005 | Non joué | Non joué              | Non joué | Non joué               | Non joué                  |
| 2006 | V        | HC Milano Vipers      | 6–2      | Ritten Sport           | Milan                     |
| 2007 | VI       | SG Cortina            | 0–1      | HC Bolzano             | Cortina d'Ampezzo         |
| 2008 | VII      | HC Bolzano            | 6–3      | SG Pontebba            | Bolzano                   |
| 2009 | VIII     | HC Bolzano            | 1–5      | Ritten Sport           | Arena Ritten              |
| 2010 | IX       | Asiago Hockey         | 0–3      | Ritten Sport           | Asiago                    |
| 2011 | X        | Asiago Hockey         | 1–3      | Val Pusteria           | Bruneck                   |
| 2012 | XI       | HC Bolzano            | 4–3 SO   | SG Cortina             | Cortina d’Ampezzo         |
| 2013 | XII      | Asiago Hockey         | 1–0      | Valpellice             | Hodegart, Asiago          |
| 2014 | XIII     | Ritten Sport          | 3–4      | Val Pusteria           | Arena Ritten              |
| 2015 | XIV      | Asiago                | 2–1      | Ritten Sport           | Hodegart, Asiago          |
| 2016 | XV       | Ritten Sport          | 1–3      | Val Pusteria           | Arena Ritten              |
| 2017 | XVI      | Ritten Sport          | 8–3      | Hockey Milano Rossoblu | Stadio del Ghiaccio Agorà |
| 2018 | XVII     | Ritten Sport          | 5–4      | Hockey Milano Rossoblu | Stadio del Ghiaccio Agorà |
| 2019 | XVIII    | Ritten Sport          | 7–2      | Kaltern                | Arena Ritten              |
| 2020 | XIX      | Asiago Hockey         | 4–2      | Merano                 | Hodegart, Asiago          |
| 2021 | XX       | Asiago Hockey         | 4–1      | Unterland Cavaliers    | WürthArena, Egna          |
| 2022 | XXI      | Asiago Hockey         | 4-3 SO   | Unterland Cavaliers    | WürthArena, Egna          |